# Ранделл, Алекси
А́лекси Ра́нделл (швед. Aleksi Randell; род. 22 июля 1975, Турку, Финляндия) — финский политик, член Национальной коалиционной партии; мэр города Турку (2010—2017).

## Биография
Родился 22 июля 1975 года в Турку. После окончания школы и лицея, поступил в университет Турку, где окончил экономический факультет (имеет степень магистра политических наук).
Был членом правления научного парка города Турку, вице-президентом Союза Балтийских городов, работал в Министерстве транспорта и связи в Финляндии, а также в ассоциации местных советов Финляндии.
С 2003 по 2010 годы являлся членом городского совета города Турку, а также занимал пост председателя городского Правительства.
C 1 сентября 2010 года занимает пост мэра Турку, на посту которого в 2012 году поддержал идею установки в городе памятника в честь исторической встречи российского императора Александра I и шведского кронпринца Карла Юхана Бернадотта.